# عماد افروغ
عماد افروغ (۲۶ دی ۱۳۳۶ – ۲۵ فروردین ۱۴۰۲) نویسنده، جامعه‌شناس، استاد دانشگاه و سیاستمدار اصولگرا ایرانی بود. وی نمایندهٔ تهران در مجلس شورای اسلامی در دورهٔ هفتم و رئیس کمیسیون فرهنگی مجلس بود. او به دلیل عارضه قلبی ناشی از عوارض بیماری سرطان، بامداد جمعه ۲۵ فروردین ۱۴۰۲ در سن ۶۵ سالگی درگذشت.

## زندگی‌نامه
افروغ در سال ۱۳۶۵ از دانشگاه شیراز کارشناسی جامعه‌شناسی و در سال ۱۳۶۹ از همین دانشگاه کارشناسی ارشد را گرفت. وی دکتری جامعه‌شناسی را از دانشگاه تربیت مدرس در سال ۱۳۷۶ دریافت کرد و در سال ۱۳۷۳ به عنوان دانشجوی نمونه کشور در مقطع دکتری شناخته شد. از سال ۱۳۷۶ به مدت ۶ سال عضو هیئت علمی دانشگاه تربیت مدرس بود. از سال ۱۳۸۲ به عنوان عضو هیئت علمی پژوهشگاه علوم انسانی و مطالعات فرهنگی فعالیتش را آغاز کرد و مدیر گروه علم و دین این پژوهشگاه بود. همچنین عضو پژوهشگاه علوم انسانی، استاد جامعه‌شناسی دانشگاه تربیت مدرس و رئیس گروه جامعه‌شناسی و عضو هیئت امناء دانشگاه باقرالعلوم بود.
از سوابق دیگر کاری وی می‌توان به مدیر گروه اجتماعی مرکز تحقیقات استراتژیک ریاست جمهوری ۷۳–۷۲ مدیر کتابخانه مرکزی دانشگاه تربیت مدرس ۷۷–۷۶، مسئول گروه سیاست داخلی کمیسیون داخلی، دفاعی و امنیتی دبیرخانه مجمع تشخیص مصلحت نظام ۷۷–۷۹، مدیر گروه فرهنگ، هنر و تاریخ شبکه یک صدا و سیما ۸۲–۸۰، تدریس در دانشگاه‌های مختلف، دبیر و مسئول کمیته علمی همایشهای روشنفکری در ایران و موازین توسعه و ضد توسعه فرهنگی کلان‌شهر تهران اشاره کرد.
افروغ در یکی از روستاهای شهرستان سوادکوه در منطقه لفور در ۵۰ کیلومتری قائمشهر زندگی می‌کرد.
وی در سال ۱۳۵۵ برای تحصیل در رشته جامعه‌شناسی وارد دانشگاه سالفورد انگلستان شد. در شهریور ۱۳۵۹ به دلیل برگزاری تظاهراتی علیه آمریکا در مقابل سفارتخانه این کشور که در اعتراض به برخورد پلیس آمریکا با دانشجویان مسلمان ایرانی در آمریکا، برگزار شده بود؛ دستگیر و زندانی شد و در زندان بیش از ۵ بار محاکمه و سپس از آن کشور اخراج شد.

## فعالیت سیاسی
افروغ از کاندیداهای دوره ششم مجلس شورای اسلامی از حوزه تهران بود. وی در آن دوره در هیچ ائتلافی قرار نداشت و موفق به کسب آرا برای نمایندگی نشد. وی در دورهٔ هفتم مجلس شورای اسلامی، از حوزهٔ انتخابیه تهران به همراه اصولگرایان در انتخابات شرکت کرده و اینبار به مجلس راه یافت. پس از آن به ریاست کمیسیون فرهنگی مجلس انتخاب شد.
افروغ همواره از منتقدان اصولگرایان بوده که همین باعث گردید که در دورهٔ بعدی مجلس، علی‌رغم خواست اصولگرایان کاندیدا نشود و از قدرت کناره‌گیری نماید. وی پس از آن همچون گذشته به کارهای تئوریک مشغول گردید و با شدت بیشتر به انتقاد از اصولگرایان پرداخت.
وی در مجلس هفتم همراه با سید محمود مدنی و سعید ابوطالب در مقابله با بد اخلاقی های اصولگرایان و جبهه پایداری اقدام به تاسیس حزب اصول گرایان مستقل در مجلس نمود. اما پس از کارشکنی ها توهین و مخالفت حداد عادل حزب ادامه حیات نداد و از میان رفت.

## اندیشه‌ها

### نقد درون گفتمانی
افروغ از نظریه پردازان سرشناس اصولگرا محسوب می‌گردد. نظریه نقد درون گفتمانی را او ابداع کرد و بعدها به گفتمانی غالب تبدیل شد. افروغ در آخرین اظهارات خود می‌گوید در امر اجتماعی به عقلانیت انتقادی معتقد شده‌است. نظریات او دربارهٔ انقلاب اسلامی تأمل‌برانگیز است. یکی از کتاب‌های او انقلاب اسلامی و مبانی بازتولید آن نگاه جالبی را دربردارد.

### جنبش اخلاقی
افروغ در انتخابات هشتم مجلس شورای اسلامی شرکت نکرد و در جواب افکار اعلام کرد که عدم حضور وی در مجلس مفیدتر است. از اقداماتی که وی مدنظر داشت و در آن مسیر گام برداشت، راه‌اندازی فعالیت‌های رسمی جنبش اخلاقی بوده‌است. وی به عنوان مدیر گروه علم و دین پژوهشگاه علوم انسانی و مطالعات فرهنگی، اعلام داشت که این فعالیت‌ها توسط همفکرانش در این مرکز آغاز شده‌است. افروغ، تأثیر این جنبش را در صحنه اخلاق سیاسی، قابل توجه می‌داند. وی همفکرانش را در این زمینه افرادی معرفی می‌کند که سابقهٔ فعالیت سیاسی مبارزاتی و به صورت متشکل و رسمی به اخلاق توجه ویژه‌ای دارند.

### میرحسین موسوی
در این راستا، افروغ خود را از اولین افرادی می‌داند که از میرحسین موسوی برای حضور در عرصه دعوت کرده‌است. وی در زمستان ۸۷ بیان می‌دارد که پس از صورت گرفتن این امر و حضور موسوی، امید داشته که بسیاری از دغدغه‌هایش رفع شود. وی رعایت اخلاق در انتخابات را از محورهای ضروری می‌داند. اما افروغ از موسوی حمایت نکرد و حتی بعد از انتخابات از اینکه برخی وی را به موسوی منتسب می‌کردند گلایه کرد. وی حتی پس از انتخابات عنوان کرد که هیچگاه نگفته موسوی چهره‌ای اخلاقی است، اما اینکه وی بخشی از تاریخ ماست قابل انکار نیست. افروغ بیان می‌کند که در ایام انتخابات به موسوی توصیه کرده بود که از گروه‌های سکولار و لیبرال فاصله بگیرد.

### استیضاح رهبر
عماد افروغ در روز ۲۶ دی ۱۳۹۰ در برنامه زنده تلویزیونی پارک ملت گفت: «هر فردی از افراد جامعه این حق را دارد که رهبر را استیضاح کند و اگر رهبری نتواند پاسخ مناسب بدهد خود به‌خود معزول است. مشکل اصلی الان شکاف و فاصله میان دولت و ملت است که مدام بیشتر می‌شود».
افروغ همچنین دربارهٔ مجلس خبرگان رهبری در این برنامه گفت: «چرا باید تنها فقها در این مجلس حضور داشته باشند. اقتصاددانان و دیگر متخصصان نیز باید در این مجلس حضور داشته باشند.»

#### واکنش‌ها
حمید رسایی نماینده مجلس، در ۲۷ دی ۱۳۹۰ بدون اشاره به نام عماد افروغ گفت: «متأسفانه انتظار شنیدن چنین کلماتی نسبت به ارکان انقلاب اسلامی را از پشت تریبون صدا و سیما آن هم با دعوت از چهره‌هایی که مواضع متفاوت و مذبذب آن‌ها کاملاً مشهود است، نداشتیم».
شهاب الدین صدر، نایب رئیس مجلس که ریاست جلسه را برعهده داشت در پاسخ به تذکر رسایی گفت: «آقای ضرغامی باید کوتاهی صورت گرفته در آن برنامه را جبران کند.»
مصطفی کواکبیان؛ عضو فراکسیون اقلیت مجلس در تذکری دیگر گفت: «برنامه «پارک ملت» (برنامه‌ای که افروغ در آن حضور یافته بود) مشکلی نداشته و منتقدان سخنان آقای افروغ می‌خواهند هیچ صدایی به جز صدای خودشان شنیده نشود.»
افروغ نیز گفت: «با «غسل شهادت» متن گفته‌های خود در برنامه «پارک ملت» را منتشر می‌کند، تا مورد تحلیل و نقد قرار گیرد.» متن گفته‌های افروغ در سایت اینترنتی او منتشر شد.

### مهسا امینی
عماد افروغ در جریان کشته‌شدن مهسا امینی در زمان بازداشت گشت ارشاد صراحتا گفت که مسئولیت مرگ مهسا امینی با نیروی انتظامی بوده است.

## آثار
- ماقال و من قال، سه جلد، خاطرات عماد افروغ از ۱۳۷۸ تا ۱۳۹۱
- ترجمه کتاب «قدرت، نگرشی رادیکال، تألیف استیون لوکس»
- ایجاد فضای نابرابری‌های اجتماعی
- فرهنگ‌شناسی و حقوق فرهنگی
- چشم‌اندازی نظری به تحلیل طبقاتی و توسعه
- چالش‌های کنونی ایرانی
- اسلام و جهانی شدن
- رنسانس دیگر
- ترجمه کتاب «روش در علوم اجتماعی، رویکردی رئالیستی»، تألیف آندرو سایر
- گفتارهای انتقادی ترجمه تئوری رفتار جمعی، تألیف نیل اسملسر و ترجمه رضا دژاکام
- هویت ایرانی و حقوق فرهنگی
- انقلاب اسلامی و مبانی بازتولید آن
- ما و جهانی شدن
- مناقشه حق و مصلحت و بن‌بست دانشجویی
- محتواگرایی و تولید علم
- گفتگو ابزار یا گفتمان
- حقوق شهروندی و عدالت
- روشن فکری و اصل‌گرایی فلسفی
- ارزیابی انتقادی نهاد علم در ایران[نیازمند منبع]

## درگذشت
عماد افروغ به دلیل عوارض ناشی از بیماری سرطان، ۲۵ فروردین ۱۴۰۲ درگذشت. مراسم نماز بر پیکر و تشییع او صبح روز شنبه ۲۶ فروردین از مسجد دانشگاه تهران انجام گرفت و در صحن مصطفی خمینی مقبره روح‌الله خمینی به خاک سپرده شد.